# Грузијска афера (1922)
Грузијска афера из 1922. (рус. Грузинское дело) је био политички сукоб унутар совјетског руководства око начина на који је требало да се постигне друштвена и политичка трансформација у Грузијској ССР. Спор око Грузије, који је настао убрзо након инвазије Црвене армије на Грузију и достигао врхунац у другој половини 1922, укључивао је локалне грузијске бољшевичке вође, предвођене Филипом Махарадзеом и Будуом Мдиванијем, с једне стране, и њиховим дефакто надређенима из  руске СФСР, посебно Јосифа Стаљина и Григорија Орџоникидзеа, с друге стране. Садржај овог спора је био сложен, укључивао је жељу Грузина да сачувају аутономију од Москве и различита тумачења политика бољшевичке националности, а посебно оне специфичне за Грузију. Једна од главних тачака о којима је реч била је одлука Москве да споји Грузију, Јерменију и Азербејџан у Закавкаску СФСР, потез којем су се грузијски лидери оштро противили јер су тражили да њихова република добије статус пуноправног члана у оквиру Совјетског Савеза.
Ова афера је била критична епизода у борби за власт око болесног Владимира Лењина, чију су подршку Грузијци желели да добију. Спор је завршен победом линије Стаљин-Орџоникидзе и резултирао је падом грузијске умерене комунистичке владе. Према Џеремију Смиту, то је такође допринело коначном раскиду између Лењина и Стаљина и инспирисало Лењинов тестамент.

## Позадина

### Марксизам и "национално питање"
Године 1848. Карл Маркс је написао у Комунистичком манифесту да „радници немају земљу“, а у наредних неколико деценија марксистички мислиоци као што су Роза Луксембург, Карл Кауцки, Ото Бауер, Владимир Лењин и Јосиф Стаљин ће наставити да се баве питањем како повезати класно заснован поглед на свет са постојањем нација и национализма, доносећи понекад потпуно различите закључке.
Ова питања су почела да добијају све хитнији политички карактер након збацивања владе цара Николаја II и њене замене новом совјетском владом.

#### Стаљинови ставови о националном питању
У својим најранијим школским годинама у Грузији, Стаљин (рођен као Јосиф Џугашвили) је осетио везу са грузијским национализмом у настајању, делом као реакцијом против политике империјалне русификације присутне у богословији коју је похађао док је студирао православно свештенство.
До 1904. године, међутим, под утицајем марксистичких списа, Стаљин је кренуо ка одбацивању независног грузијског национализма, као што је навео у свом есеју Социјалдемократски поглед на национално питање.
Стаљин је даље развио своје ставове у памфлету Марксизам и национално питање из 1913. године. Есеј описује национализам као важну силу на коју треба рачунати, која је историјски настала у тандему са успоном капитализма и која је добила велики замах у руским пограничним регионима (укључујући Грузију) након пада царске аутократије, и покушала да успоставити равнотежу између права на национално самоопредељење као легитимног одговора на шовинизам угњетавача, истовремено препознајући потенцијално експлоататорску употребу национализма као средства за поделу радничке класе, за ангажовање у стварном угњетавању или држање за оно што је Стаљин сматрао застарели културни тотеми (подсмешљиво наводећи „такве 'националне особености' Грузијаца као што је освета!” као пример); на сличан начин, покушала је да успостави равнотежу између придржавања принципа и потребе да се временски одреди према одређеним околностима.
У истом есеју, Стаљин посебно описује проблеме везане за „културно-националну“ аутономију у региону Кавказа, укључујући Грузију, мислећи на могућу организацију етнички дефинисаних институција како унутар тако и изван те територије, приговарајући делимично да би такав пројекат био везан за неуспех калеидоскопском етничком разноликошћу региона, као и да би то могло да доведе до освајања моћи од стране онога што је он сматрао „реакционарним“ верским вођама.
Од 1917. године, делом као резултат ових напора, Стаљин је постао признати стручњак у оквиру руске бољшевичке партије за национално питање, и попео се на позицију комесара за националности у новој совјетској влади.

### Дипломатска позадина
Оснивање нове Руске Совјетске Федеративне Социјалистичке Републике (РСФСР) 1917, и посебно, завршетак Пољско-совјетског рата, изазвало је налет дипломатских активности. У почетку су односи између Руске СФСР и других Совјетских Социјалистичких Република били регулисани низом билатералних уговора, стање ствари које је највише бољшевичко руководство сматрало непожељним и неодрживим током дугог временског периода.
Непосредно пре 10. партијског конгреса у марту 1921, Стаљин је објавио тезе у којима је наглашавао своје виђење неодрживости билатералних уговора као дугорочног решења, написавши „Ниједна совјетска република одвојено не може сматрати сигурном од економске исцрпљености и војног пораза од светског империјализма. Дакле, изоловано постојање одвојених совјетских република нема чврсту основу с обзиром на претње њиховом постојању од стране капиталистичких држава...  Националне совјетске републике које су се ослободиле своје и туђе буржоазије моћи ће да бране своје постојање и савладају уједињене снаге империјализма само удруживањем у блиску политичку унију.“
Услови под којима би различите Совјетске Социјалистичке Републике могле бити укључене у неко веће тело са Руском Совјетском Федеративном Социјалистичком Републиком били су, међутим, предмет многих дебата.

### Бољшевичко преузимање Грузије
Совјетску власт у Грузији успоставила је Совјетска Црвена армија током војне кампање од фебруара до марта 1921. коју су углавном осмислила два утицајна совјетска званичника рођена у Грузији, Јосиф Стаљин, тадашњи народни комесар за националности РСФСР, и Григориј Орџоникидзе, шеф Закавкаског обласног комитета (Zaikkraikom) Руске комунистичке партије. Несугласице међу бољшевицима око судбине Грузије претходиле су инвазији Црвене армије. Док су Стаљин и Орџоникидзе позивали на хитну совјетизацију независне Грузије на челу са владом којом су доминирали мењшевици, Троцки је фаворизовао „одређени припремни период рада унутар Грузије, како би се развио устанак и касније јој се прискочило у помоћ“. Лењин није био сигуран у исход грузијске кампање, плашећи се међународних последица и могуће кризе са кемалистичком Турском. Лењин је коначно 14. фебруара 1921. дао сагласност за интервенцију у Грузији, али се касније више пута жалио на недостатак прецизних и доследних информација са Кавказа. Свестан широко распрострањеног противљења новоуспостављеној совјетској власти, Лењин се залагао за политику помирења са грузијском интелигенцијом и сељацима који су остали непријатељски расположени према војно наметнутом режиму. Међутим, многим комунистима је било тешко да напусте методе коришћене против њихове опозиције током руског грађанског рата, и да се прилагоде флексибилнијој политици. За умерене као што је Филип Махарадзе, Лењинов приступ је био разуман начин да се совјетској власти обезбеди широка база подршке. Они су се залагали за толеранцију према мењшевичкој опозицији, већу демократију унутар партије, постепену реформу земљишта и, изнад свега, поштовање националне осетљивости и суверенитета Грузије од Москве. Комунисти попут Орџоникидзеа и Стаљина водили су тврђу политику: настојали су да потпуно елиминишу политичку опозицију и централизују партијску контролу над новосовјетизованим републикама.
Убрзо је избио сукоб између умерених и тврдолинијашких грузијских бољшевичких вођа. Спору је претходила Стаљинова забрана формирања националне Црвене армије Грузије и потчињавање свих локалних радничких организација и синдиката бољшевичким партијским комитетима. Незадовољан умереним третманом совјетске грузијске владе према политичкој опозицији и њеном жељом да задржи суверенитет од Москве, Стаљин је стигао у Тбилиси, главни град Грузије, почетком јула 1921. Након што је сазвао радничку скупштину, Стаљин је одржао говор у којем је изложио програм који има за циљ елиминацију локалног национализма, али га је маса извиждала и његове колеге су непријатељске ћутале. У наредним данима, Стаљин је сменио шефа грузијског револуционарног комитета Махарадзеа због неадекватне чврстине и заменио га Поликарпом Мдиванијем, наређујући локалним лидерима да „сломе хидру национализма“. Махарадзеове присталице, укључујући шефа грузијске Чеке Котеа Цинцадзеа и његове поручнике, такође су отпуштене и замењене немилосрднијим официрима Кванталианијем, Атарбековим и Лаврентијем Беријом.

## Сукоб око конфедерације
За мање од годину дана, међутим, Стаљин је био у отвореном сукобу са Мдиванијем и његовим сарадницима. Једна од најважнијих тачака у питању било је питање статуса Грузије у пројектованој заједници совјетских република. На приговоре других грузијских бољшевика, Григориј Орџоникидзе је крајем 1921. покренуо формирање уније све три закавкаске републике — Јерменије, Азербејџана и Грузије — као средством за решавање тињајућих територијалних и етничких спорова, и уз Стаљинов јаку подршку је инсистирао да се ова федерација придружи Совјетском Савезу заједно као једна федеративна република. 
Централни извршни комитет Грузије, посебно Мдивани, није се сложио са овим предлогом, желећи да њихова земља задржи јачи индивидуални идентитет и уђе у унију као пуноправна чланица, а не као део јединствене Закавкаске СФСР. Орџоникидзеов предлог је, међутим, усвојен на партијском конгресу Грузије уз подршку обичних делегата. Стаљин и његови сарадници оптужили су грузијски Централни извршни комитет за себични национализам и означили их као „националне девијационисте“. Са своје стране, грузијски Централни извршни комитет је одговорио оптужбама за „великоруски шовинизам“. Мдивани је 21. октобра 1922. контактирао Москву како би грубо нагрдио Орџоникидзеа. Истог дана, Лењин је послао телеграм прекоравајући Мдиванија, подржавајући Стаљинов став и изражавајући своју снажну подршку политичкој и економској интеграцији закавкаских република, обавештавајући грузијске лидере да је одбацио њихову критику насилничке тактике Москве.
Сукоб је достигао врхунац у новембру 1922. године, када је Орџоникидзе прибегао физичком насиљу са чланом групе Мдиванија и ударио га током вербалног сукоба. Грузијски лидери су се жалили Лењину и изнели дугу листу злоупотреба, укључујући и озлоглашени инцидент са Орџоникидзеом.

## Лењиново учешће
Крајем новембра 1922. Лењин је послао шефа Чеке Дзержинског у Тифлис да испита ствар. Дзержински је подржавао Стаљина и Орџоникидзеа и стога је у свом извештају покушао да Лењину пружи значајно углађену слику њихових активности. Међутим, Лењинове сумње у вези са понашањем Стаљина и његових савезника око грузијског питања су расле. Такође се плашио негативног негодовања који би могао да настане у иностранству и другим совјетским републикама. Крајем децембра 1922. Лењин је прихватио да су и Орџоникидзе и Стаљин криви за наметање великоруског национализма неруским народима.
Ипак, Лењинове сумње у вези са грузијским проблемом нису биле фундаменталне и, како се његово здравље погоршавало, грузијски лидери су остали без иједног већег савезника, гледајући како Грузију гурају у Закавкаску федерацију која је потписала уговор са Руском СФСР-ом, Украјином и Белорусијом, придруживањем свих у нови Совјетски Савез 30. децембра 1922.
Одлука Политбироа од 25. јануара 1923. о уклањању Мдиванија и његових сарадника из Грузије представљала је коначну победу за Орџоникидзеа и његове присталице.

## Опречни прикази Лењинове реакције
Лењинова реакција након Орџоникидзеовог преузимања је предмет спора који се врти око приписивања три писма и једног чланка Правде.
У једној причи, 5. марта 1923. Лењин је прекинуо личне односе са Стаљином. Покушао је да ангажује Лава Троцког да преузме грузијски проблем, и почео је да припрема три белешке и говор, где би на Конгресу странке саопштио да ће Стаљин бити смењен са места генералног секретара. Међутим, 9. марта 1923. Лењин је доживео трећи мождани удар, који ће на крају довести до његове смрти. Троцки је одбио да се конфронтира са Стаљином по том питању вероватно због његових дуготрајних предрасуда према Грузији као мењшевичком упоришту. На 12. партијском конгресу у априлу 1923. грузијски комунисти су се нашли у изолацији. Уз потиснуте Лењинове белешке, свака реч изречена са платформе против грузијског или украјинског национализма дочекивана је бурним аплаузом, док је најблажа алузија на великоруски шовинизам примана ћутањем.
Тако су Лењинова болест, Стаљинов све већи утицај у партији и његов успон ка пуној власти, и стављање на страну Лава Троцког довели до маргинализације децентралистичких снага унутар Грузијске комунистичке партије.
Међутим, недавне студије су довеле у питање аутентичност изворних материјала укључених у доношење овог закључка.
Током 15-16. децембра 1922, Лењиново стање се погоршало, због чега више није могао да пише, па се уместо тога ослањао на диктат. Два дана касније, Централни комитет је изгласао ограничење контаката између Лењина и других совјетских лидера; шест дана након тога, гласао је за ограничење времена које ће Лењин сваки дан провести на диктату на 5-10 минута, додајући да „ово не може имати карактер преписке и да (Лењин) можда не очекује да добије одговоре." Ова ограничења су имала за циљ да помогну Лењину да се опорави, али су уместо тога постала извор дубоке невоље.
Троцки тврди да је добио срдачно писмо од Лењина  21. децембра, али оригинал никада није пронађен.
Дана 25. јануара 1923. Централни комитет се састао да саслуша налазе извештаја Дзержинског и гласао за њихово усвајање. У складу са ограничењима која су раније одобрили, Лењин није био присутан и било му је забрањено да прими овај извештај.
Узнемирен оваквим стањем ствари, Лењин је претходног дана затражио да добије копију извештаја како би његов лични секретаријат могао да га проучи. Отприлике у то време, Стаљин, за кога су гласали за званичан приступ Лењину, имао је оштар спор око телефона са Лењиновом женом, Надеждом Крупском, због његовог одбијања да преда материјале.
Крупска је на крају добила досије и извештај је био припремљен за Лењина. Слика коју је осликао овај контра-досије, међутим, била је прилично другачија од оригинала, јер су изостављени детаљи због којих је оштра реакција грузијском Централном извршном комитету изгледала разумније.
Дана 6. марта, телеграм који је наводно написао Лењин упућен Мдиванију и Махарадзеу понудио им је снажну подршку против „подговарања“ Стаљина и Дзержинског. Истог дана, међутим, Лењинови лекари су забележили: „Када се пробудио, позвао је медицинску сестру, али скоро да није могао да разговара са њом, желео је да медицинска сестра позове Надежду Константинову (Крупску, Лењинову жену), али није могао да каже њено име... (Лењин) је узнемирен, покушава да говори, али не може да нађе речи..."
Чланак који је наводно написао Лењин — упркос томе што је он до тада изгубио скоро све комуникативне способности према Стаљину — појавио се у априлском броју Правде, изгледа да је подржавао став Троцког о Грузији на рачун Стаљина.
Према про-Стаљиновом историчару Валентину Сахарову, којег Коткин увелико цитира, ауторство пријатељског писма Троцком, помирљивог телеграма Махарову и Мдиванију, контра-досијеа и чланка Правде, можда су делимично измишљени или у целини од Крупске, вероватно као резултат свађе између ње и Стаљина.

## Последице
Ова афера је зауставила каријере грузијских старих бољшевика, али је Орџоникидзеов углед такође трпео и убрзо је опозван са Кавказа. Мдивани и његови сарадници су смењени на мање положаје, али нису били активно нападнути све до касних 1920-их. Већина њих је касније погубљена током Велике чистке 1930-их. Још једна велика последица пораза грузијских „националних девијациониста“ било је интензивирање политичких репресија у Грузији, што је довело до оружане побуне у августу 1924. и црвеног терора који је уследио, који је однео неколико хиљада живота.